# Nicolas Lapierre
Nicolas Lapierre, född den 2 april 1984 är en fransk racerförare. Han har tävlat i GP2 med varierande framgångar, inga bra mästerskapsplaceringar, men ett par segrar.